# لشکر ۷ پیاده (کره جنوبی)
لشکر ۷ پیاده کره جنوبی (کره‌ای: 제۷보병사단) لشکر پیاده‌نظام نیروی زمینی جمهوری کره است، که در سال ۱۹۴۹ تأسیس شد.
این لشکر که با نام "لشکر هفت ستاره" نیز شناخته می‌شود، یک تشکیلات نظامی از ارتش جمهوری کره است که در حال حاضر در منطقه غیرنظامی کره در اطراف شهرستان کوهستانی هواچئون، استان گانگوون، به گشت‌زنی مشغول است. این لشکر بخشی از سپاه دوم است. این لشکر دارای یک تیپ (پایگاه عمومی) (تیپ ۵)، یک تیپ ذخیره (تیپ ۳)، یک تیپ توپخانه و یک نیروی تابعه است.